# Подјетнишко насеље Кочевје
Подјетнишко насеље Кочевје (словен. Podjetniško naselje Kočevje) је насељено место у општини Кочевје, регија Југоисточна Словенија, Словенија.

## Историја
До територијалне реорганизације у Словенији било је у саставу старе општине Кочевје. Као самостално насељено место, Подјетнишко насеље Кочевје постоји од 2000. године. Настало је издвајањем дела из насеља Брег при Кочевју.

## Становништво
У попису становништва из 2011. године, Подјетнишко насеље Кочевје није имало становника.
| Број становника према пописима | Број становника према пописима |
| ------------------------------ | ------------------------------ |
| 2002                           | 2011                           |
| 0                              | 0                              |

Напомена: Године 2000. настала издвајањем дела из насеља Брег при Кочевју.